# The Guard Post – Der Feind ist die Dunkelheit
The Guard Post – Der Feind ist die Dunkelheit (Originaltitel: GP506) ist ein südkoreanischer Horrorfilm von Kong Su-chang aus dem Jahr 2008. Er spielt an der Grenze zur demilitarisierten Zone (DMZ) auf südkoreanischer Seite.

## Handlung
Sergeant Major Noh Seong-Gyu wird zum Wachposten GP506 an der DMZ gerufen. Dort stellten Soldaten der Militärpolizei einen blutverschmierten Kameraden, der mit einer Axt in einem Raum inmitten einer Vielzahl von Leichen stand und sich ohne Widerstand lachend festnehmen ließ. Noh, der gerade seine Frau verloren hat, soll den Vorfall schnell und ohne viel Aufhebens untersuchen, da der Wachposten Yoo Jeong-u untersteht, dem Sohn des Armeechefs. Noh erhält von seinen Vorgesetzten lediglich einen Tag Zeit, um den Vorfall aufzuklären. Als er kurz darauf auf dem Posten eintrifft, liegt der Mann mit der Axt im Koma.
Noh nimmt gemeinsam mit Sergeant Yoon die Ermittlungen auf und findet in dem blutverschmierten Raum in einem Stück Geburtstagskuchen die Erkennungsmarke, die den Täter als Korporal Kang Jin-won identifiziert. Unterdessen will der Arzt (genannt Doc) des Wachpostens die insgesamt 19 Leichen abtransportieren lasen. Gleichzeitig soll Kang mit einem Krankenwagen in ein Lazarett gebracht werden. Noh ist irritiert, denn ein Wachposten ist üblicherweise mit 21 Soldaten besetzt. Er lässt die Leichen nochmals nachzählen, gibt sie dann aber doch zum Abtransport frei. Der Konvoi kommt nicht weit. Durch starke Regenfälle ist die einzige Straße unpassierbar geworden und der Konvoi muss wieder zum Wachposten zurückkehren.
Noh lässt das Gelände erneut durchsuchen und stellt bei seinen weiteren Ermittlungen fest, dass die gesamte Munition in der Waffenkammer deponiert war. Auf dem Wachposten ist es jedoch vorgeschrieben, dass die Soldaten jederzeit bewaffnet sein müssen. Kurz darauf finden die Soldaten einen weiteren Überlebenden, der sich als Yoo entpuppt, aber jegliche Aussage verweigert. Noh wird am Telefon von einem Vorgesetzten bedrängt, Yoo unverzüglich von dem Wachposten wegbringen zu lassen, doch Noh weigert sich – schließlich habe er bis zum nächsten Tag Zeit erhalten, den Vorfall aufzuklären. Yoo ist unterdessen aus dem Krankenzimmer in sein Büro zurückgekehrt, hat sich dort seine Uniform wieder angelegt und versucht, persönliche Aufzeichnungen zu vernichten. Noh kann ihn in letzter Sekunde davon abhalten und lässt ihn verhaften.
Yoon findet unterdessen eine Videokamera, auf der Bruchstücke einer Aufzeichnung zu sehen sind. Neben Sequenzen mit einer ausgelassenen Geburtstagsfeier ist dort auch Kang zu sehen, der mit entstelltem Blick angibt, alle Kameraden töten zu wollen. In Gesprächen finden Noh und Yoon heraus, dass es in den vergangenen Stunden im Wachposten zu merkwürdigen Geschehnissen gekommen war. Eine Patrouille kehrt zunächst nicht zum Posten zurück. Als man sie suchen will, kehren sie verstört und völlig erschöpft zurück. Yoo meldete dem Hauptquartier jedoch, das alles in Ordnung sei. Dennoch kommt es zwischen den Soldaten zu vereinzelten Übergriffen, an die sie sich kurz darauf nicht mehr erinnern können. Noh realisiert, dass ein tödliches Virus den Posten befallen hat und findet bei einigen der Soldaten verräterische Pusteln. Er separiert sie von den anderen, doch die Betroffenen weigern sich, ihre Waffen abzugeben. Es kommt zu einem Schusswechsel, bei der auf beiden Seiten Opfer zu beklagen sind. Noh erkennt, dass das Virus nur gestoppt werden kann, wenn die gesamte Besatzung des Postens stirbt. Er verschließt die Anlage und beginnt damit, große Mengen Kerosin in der Anlage zu verteilen. Die übrigen Soldaten wollen sich ihrem Schicksal jedoch nicht hingeben. Sie verdecken ihren Ausschlag in Erwartung eines Rettungstrupps unter einer Tarnung und jagen Noh durch die Kellerräume. Es kommt zu einem weiteren Schusswechsel, bei dem Noh und weitere Soldaten sterben. Ein einziger Soldat überlebt das Feuergefecht. Er entreißt Noh den Schlüssel zur Anlage und will fliehen. Draußen sind mittlerweile weitere Soldaten eingetroffen, da Noh sich nicht mehr gemeldet hat und seine Zeit abgelaufen ist. Der Soldat öffnet die Tür, bemerkt aber zu spät, dass Noh sie mit einer Sprengladung versehen hat. Die gesamte Anlage wird durch eine gewaltige Explosion zerstört.
In der letzten Szene ist die vollständige Aufzeichnung von Kang auf seiner Videokamera zu sehen. Kang weiß, dass alle mit einer tödlichen Krankheit infiziert sind. Er warnt mögliche Rettungskräfte vor der Krankheit und deutet an, dass er nun alle Kameraden umbringen wird. Kurz darauf geht er mit einer Geburtstagstorte in den Aufenthaltsraum aus dem Beginn des Films und eröffnet auf seine Kameraden das Feuer.

## Kritik
Die Cinema schreibt, der Film sei ein „in Rückblenden erzähltes Kammerspiel: klaustrophobisch, megaspannend“ und lobt ihn als einen „kluge[n] Mix aus Horror und Militärkritik“. Der Fernsehsender Kabel eins findet den Film jedoch „etwas umständlich, aber spannend erzählt“.

## Veröffentlichung
Der Film wurde am 3. April 2008 in Südkorea uraufgeführt. In Deutschland wurde er erstmals am 8. November 2008 auf dem Asia Filmfest in München gezeigt. Er erschien am 1. September 2010 auf DVD.